# Loi de Playfair

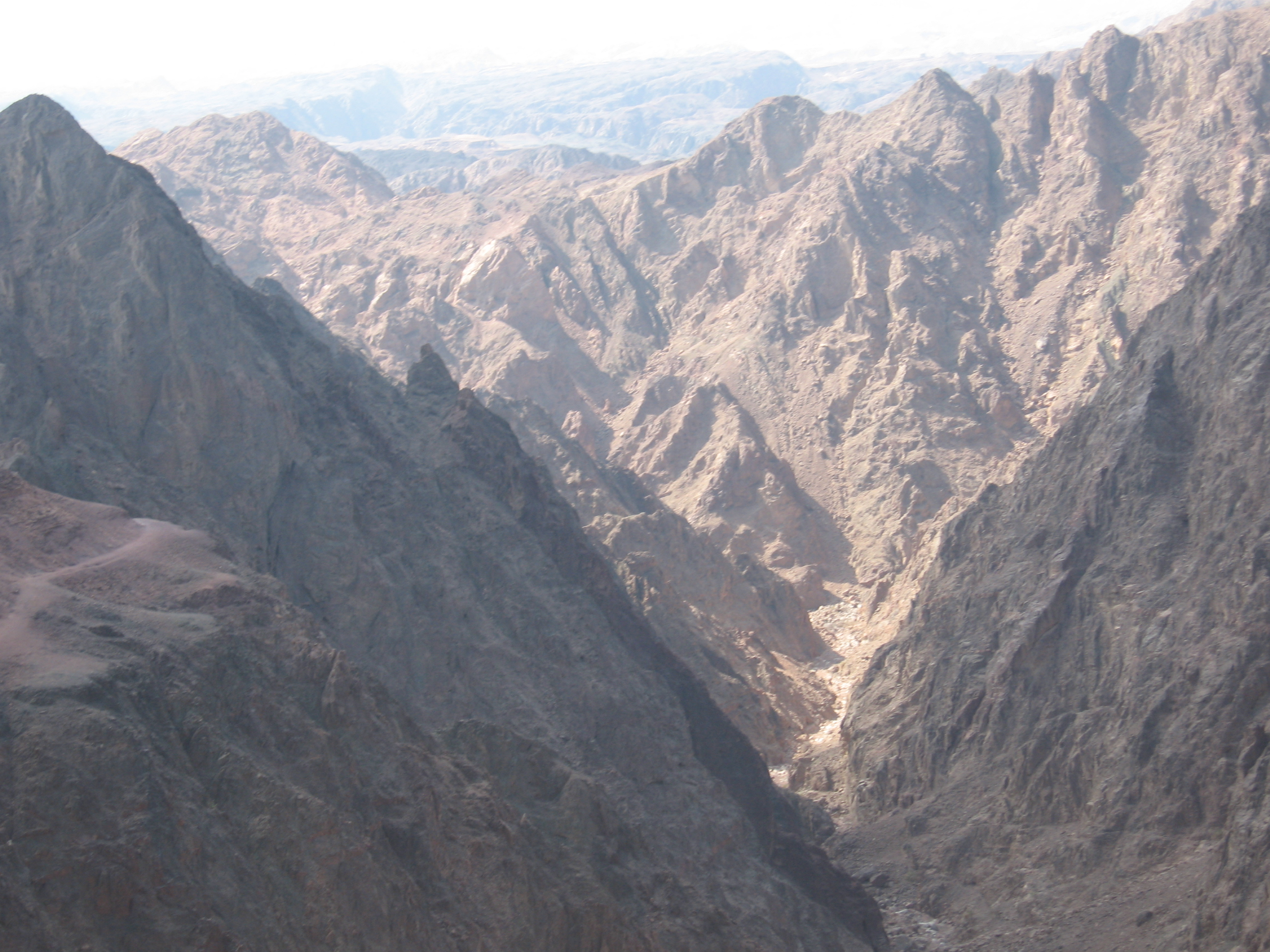
Gishron Stream, Israël. Photo montrant cette relation : un courant large et profond dans une vallée proportionnelle.

La loi de Playfair est une relation empirique sur l'estimation de l'érosion d'une vallée en rapport avec la taille d'un courant. C'est beaucoup plus une théorie qu'une loi.

## Définition
La loi stipule que chaque courant coupe sa propre vallée, que celle-ci est proportionnelle à la taille de son courant et que les rencontres des courants dans la vallée sont proportionnelles à la profondeur en fonction du niveau des cours d'eau.
Bien qu'il existe des modèles, au sens le plus élémentaire, il est simplement dit que les grands cours d'eau rapides, se retrouveront dans les grandes vallées et vice versa. Pour tendre vers la stabilité, l'écoulement de l'eau attaque le sol environnant qu'il emporte ensuite en approfondissant la vallée qu'il traverse.
La loi de Playfair indique également que les raccordements des affluents auront la même pente que les cours principaux ; on peut dire que les rencontres se font "à niveau".

## Équation
En modélisant la loi de Playfair dans le schéma mathématique suivant, nous pouvons trouver le débit de l'écoulement du courant sortant par ceci:
{\displaystyle {\dot {\varepsilon }}=kA^{m}S^{n}}
où
{\displaystyle \varepsilon } érosion et {\displaystyle {\dot {\varepsilon }}} taux d'érosion,
{\displaystyle k} est un paramètre de l'érosion (voir ci-dessous),
{\displaystyle A} est la zone évacuée par le courant,
{\displaystyle S} est la pente locale de la voie,
{\displaystyle m,n} paramètres de flux (voir ci-dessous).
Dans l'évaluation des paramètres spécifiques, considérons {\displaystyle k} comme un paramètre dépendant de la nature du terrain ou du sol attaqué par le courant. Par ailleurs {\displaystyle m,n} peuvent être estimés en assumant que l'hypothèse s'applique à une certaine distance utilisée pour déterminer {\displaystyle S} et prendre leurs rapports (m / n) en différents points, puis substitution.